# Seleção Francesa de Handebol Feminino
A seleção francesa de handebol feminino é uma equipe europeia composta por jogadoras de handebol da França. A equipe é mantida pela Federação Francesa de Handebol (Fédération Française de Handball).

## Títulos
- Jogos Olímpicos (1): 2020

- Campeonato Mundial (2): 2003, 2017